# 楊寿楣
楊 寿楣（よう じゅび、1877年〈光緖3年〉8月 – 1954年）は、清末・中華民国の官僚・実業家。無錫の有力実業家として知られ、南京国民政府（汪兆銘政権）成立時に水利委員会委員長となった。字は翰西、別号は静斎。堂兄（父方の従兄）に、同じく清末・民国の官僚・実業家である楊寿枏（よう じゅだん）がいる。

## 事績

### 無錫実業界での活動
1902年（光緒28年）に壬寅科挙人となり、清朝で各職を歴任する。1904年（民国30年）、駐滬電政大臣・呉重熹の指示により、無錫電報局の設立準備を担当した。1908年（光緖34年）2月、両江総督・端方の指示により日本へ陸軍軍制の視察に向かい、報告書を清朝中央に提出している。陸軍部一等検察官、陸軍部憲政筹備処幇弁、度支部幣制局委員を経て、1911年（宣統3年）、広州造幣廠監督をつとめた。
中華民国成立後、楊寿楣は江蘇督軍署と浙江督軍署で諮議官となった。しかし、程なくして政界を離れ、地元・無錫で無錫電話股份有限公司を設立し、無錫に初めて商用電話を引いた。更に業勤・宏勤の両紡績公司や広業墾植公司、潤豊搾油公司、協働機器製造公司において董事長や総経理をつとめた。無錫商会会長や内地華商紗廠連合会会長、江蘇商聯会理事なども歴任している。

### 親日政権での活動
日中戦争が本格的に勃発した後、楊寿楣は日本軍に協力して無錫県治安維持会設立に従事し、治安維持会が自治会に改組されると楊が会長となった。梁鴻志らによる華中での親日政権樹立工作にも、楊は参与した。
1938年（民国27年）3月28日に中華民国維新政府が創設された後、6月25日、楊寿楣は江蘇賑済会会長に特派された。翌1939年（民国28年）3月2日、浙江賑済事宜を兼務している。同年8月19日、水利総局督弁に特任された。また、外交部顧問も兼任している。
1940年（民国29年）3月30日の南京国民政府（汪兆銘政権）成立に際し、楊は国民政府委員兼水利委員会委員長に特任された。翌1941年（民国30年）8月16日、水利委員会委員長を退任して（後任は諸青来）、国民政府委員専任となっている。

### 晩年
汪兆銘政権崩壊後、楊寿楣は上海に逃れたが、結局は漢奸として国民政府により検挙された。しかし、審理状況は不明ながら、まもなく保釈されて再び上海に隠れ住んでいる。1951年、広州経由で香港へ脱出し、1954年、同地にて病没した。享年78。